# Xanthopimpla acuta
Xanthopimpla acuta är en stekelart som beskrevs av André Seyrig 1932. Xanthopimpla acuta ingår i släktet Xanthopimpla och familjen brokparasitsteklar. Inga underarter finns listade i Catalogue of Life.